# Zjawisko Seebecka

Obwód elektryczny, w którym występuje zjawisko Seebecka

Zjawisko Seebecka – zjawisko termoelektryczne polegające na powstawaniu siły elektromotorycznej w obwodzie zawierającym dwa metale lub półprzewodniki, gdy ich złącza znajdują się w różnych temperaturach.
Odkryte w 1821 roku przez fizyka niemieckiego (pochodzenia estońskiego) Th. J. Seebecka. Zjawisko to jest wykorzystywane m.in. w termoparze.
W przedstawionym obwodzie A i B są różnymi metalami lub półprzewodnikami, T1 i T2 to temperatury w miejscach styku metali. W tym obwodzie powstaje napięcie elektryczne określone wzorem:
{\displaystyle V=(S_{B}-S_{A})\cdot (T_{2}-T_{1})}
Gdzie: SA i SB to współczynniki Seebecka charakterystyczne dla wybranych substancji. Powstające napięcie jest rzędu od kilku do kilkudziesięciu mikrowoltów na kelwin (stopień Celsjusza).

## Natura zjawiska Seebecka
Jeśli próbkę nagrzać nierównomiernie, to – na skutek różnicy energii i koncentracji nośników ładunku – zacznie się ich ukierunkowany ruch. Jeżeli końce próbki znajdują się w temperaturze T1<T2, to na końcu próbki o temperaturze T2 będzie występowała większa koncentracja nośników ładunku, będą one również miały większą energię. W efekcie wystąpi ich dyfuzja w kierunku zimniejszego końca (T1). Przepływ prądu dyfuzji prowadzi do pojawienia się rozkładu potencjału oraz wystąpienia prądu unoszenia. W warunkach równowagi obie składowe prądu są sobie równe i na zewnątrz obserwuje się tylko różnicę potencjałów między punktami o różnej temperaturze.
Jeżeli nośnikami ładunku są elektrony (półprzewodnik typu "n"), to zimniejszy koniec próbki będzie miał w stosunku do cieplejszego potencjał ujemny. Dla półprzewodnika typu "p" – dodatni.

## Przykładowe współczynniki Seebecka
Podane wartości dotyczą metali w temperaturze 300 K:
| Ag | 0,73  | Fe | 11,6 | Nb | 1,05  | Sr | -3   |
| Al | -2,2  | Ga | 0,5  | Nd | -4    | Ta | 0,7  |
| Au | 0,82  | Gd | -4,6 | Ni | -8,5  | Tb | -1,6 |
| Ba | -4    | Hf | 0    | Np | 8,9   | Th | 0,6  |
| Be | -2,5  | Ho | -6,7 | Os | -3,2  | Ti | -2   |
| Ca | 1,05  | In | 0,56 | Pb | -0,58 | Tl | 0,6  |
| Cd | -0,05 | Ir | 1,42 | Pd | 1,1   | Tm | -1,3 |
| Ce | 13,6  | K  | -5,2 | Pu | 12    | U  | 3    |
| Co | -8,43 | La | 0,1  | Rb | -3,6  | V  | 2,9  |
| Cr | 5     | Li | 4,3  | Re | -1,4  | W  | -4,4 |
| Cs | -     | Lu | -6,9 | Rh | 0,8   | Y  | -5,1 |
| Cu | 1,19  | Mg | -2,1 | Ru | 0,3   | Yb | 5,1  |
| Dy | -4,1  | Mn | -2,5 | Sc | -14,3 | Zn | 0,7  |
| Er | -3,8  | Mo | 0,1  | Sm | 0,7   | Zr | 4,4  |
| Eu | 5,3   | Na | -2,6 | Sn | -0,04 |    |      |